# Удар через себя в падении

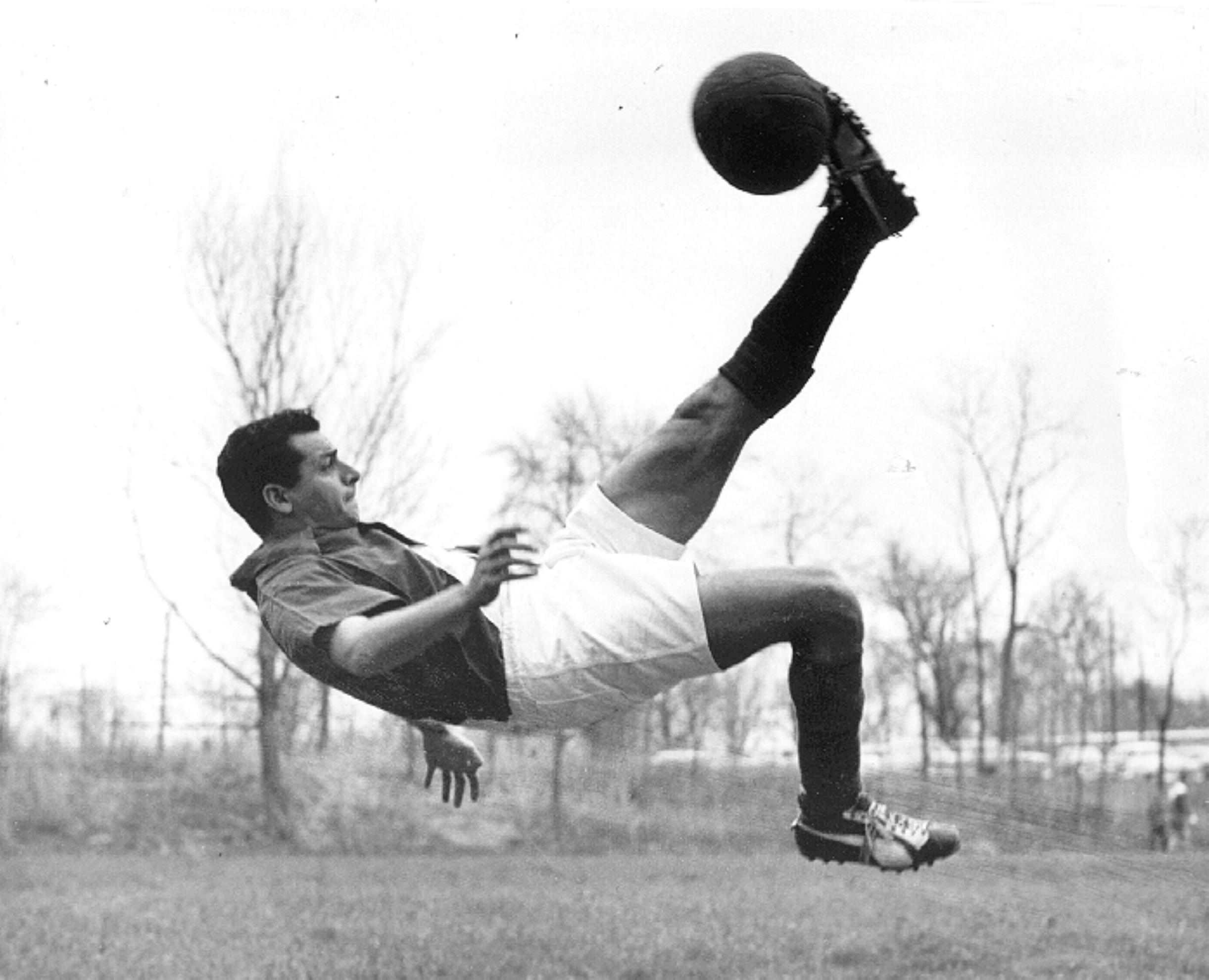
Нападающий Рубен Мендоса из сборной США выполняет удар через себя в падении

Удар через себя в падении, или бисиклета (порт. bicicleta; также распространено название «удар „ножницами“»), — техническое действие футболиста, когда тот, отрывая своё тело от земли, с помощью быстрого скрещивания ног («ножниц»), бьёт одной из них по мячу (находящемуся приблизительно на уровне головы футболиста в его стоячем положении), после чего тот пролетает над головой этого футболиста.
Первое применение этого технического приёма точно не установлено и оспаривается болельщиками из нескольких стран, в основном южноамериканских, чьи игроки чаще других выполняют удар через себя в падении. Многие считают автором бисиклеты легендарного бразильского футболиста Леонидаса да Силву.

## Игровые ситуации
Удар через себя в падении можно увидеть далеко не в каждом матче: исполнение этого приёма требует высокого технического мастерства игрока; также существует риск повредить спину и другие части тела в случае неудачного приземления. Чаще этот технический приём можно увидеть в пляжном футболе — благодаря поверхности поля, неудобной для проведения многих классических футбольных приёмов, зато удобной для падения на спину.
Обычно удар через себя в падении выполняется в штрафной площади футбольного поля или рядом с ней в следующих ситуациях:
- Футболист атакующей команды стремится забить гол, находится спиной к воротам и лицом к мячу, летящему на уровне его головы[2].
- Полевой игрок обороняющейся команды стремится выбить мяч подальше от ворот, находится лицом к ним и дальше от них, чем мяч, парящий в воздухе[2]. Иногда с помощью бисиклеты полевой игрок выбивает спускающийся «парашютом» мяч с линии ворот.

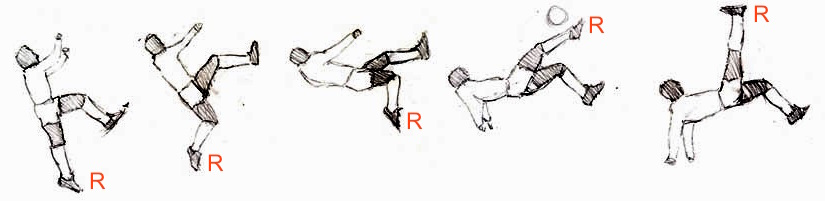
Фазы удара через себя в падении.

## Известные исполнители

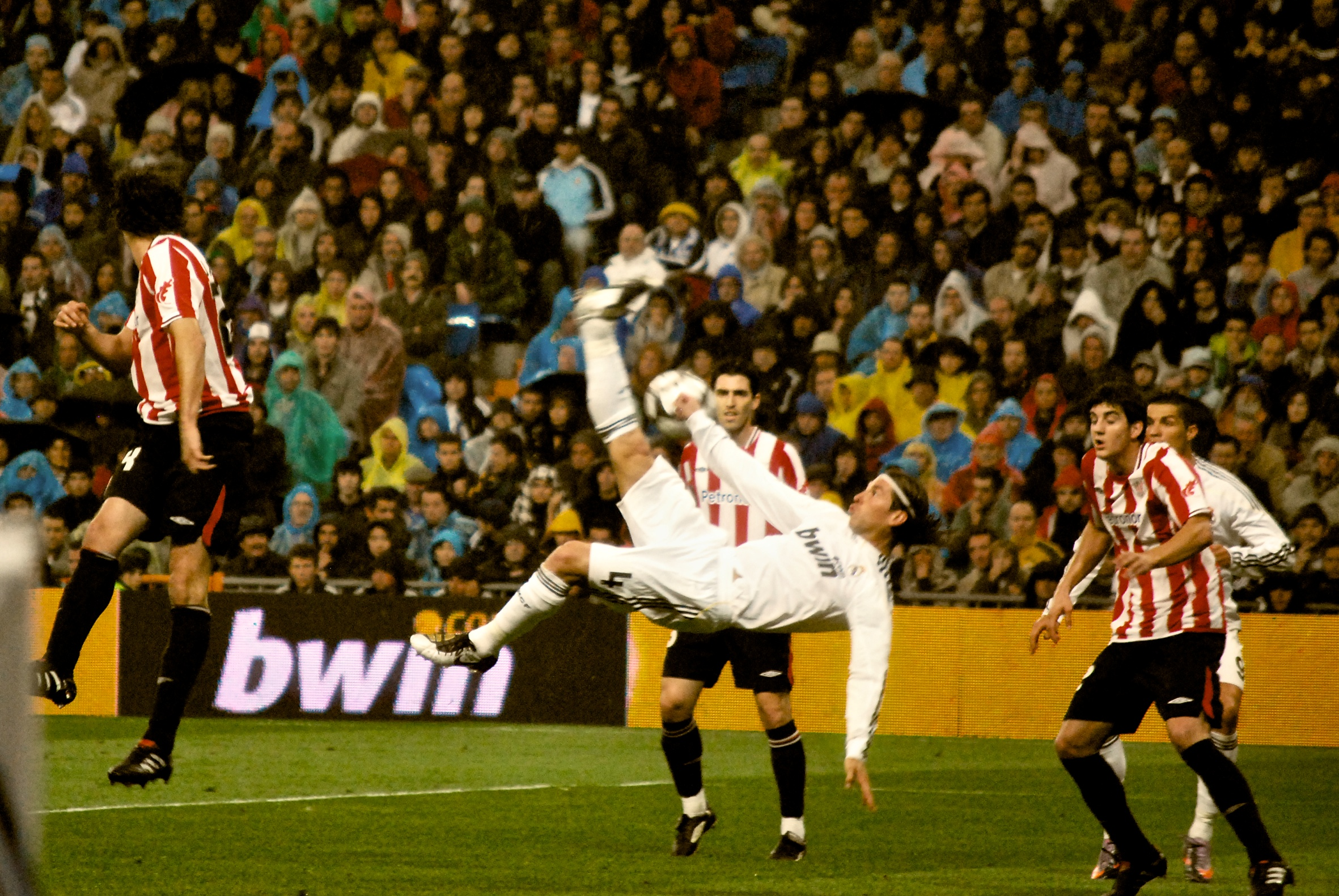
Серхио Рамос из мадридского «Реала» бьёт через себя в падении в матче против «Атлетика»

Некоторые футболисты исполняли удар через себя в падении много раз, и поэтому считаются мастерами этого приёма.

### Нападающие
- Давид Арельяно[3][4][5]
- Марко Боррьелло
- Алехандро Вильянуэва[6][7]
- Питер Крауч[8]
- Карло Парола[9]
- Пеле[10]
- Уго Санчес[11]
- Леонидас да Силва[12][13]
- Рамон Унсага[14]
- Клаус Фишер[12][15]
- Златан Ибрагимович[16]
- Криштиану Роналду[17]

### Защитники
- Марсело Бальбоа[18]
- Элиас Фигероа[19]
- Георгий Джикия[20]